# Abbazia di Bernay
L'abbazia Notre-Dame di Bernay è un'importante monastero romanico che si trova a Bernay, nella regione francese della Normandia. Dal 1862 è classificata come Monumento storico di Francia.

## Storia e descrizione

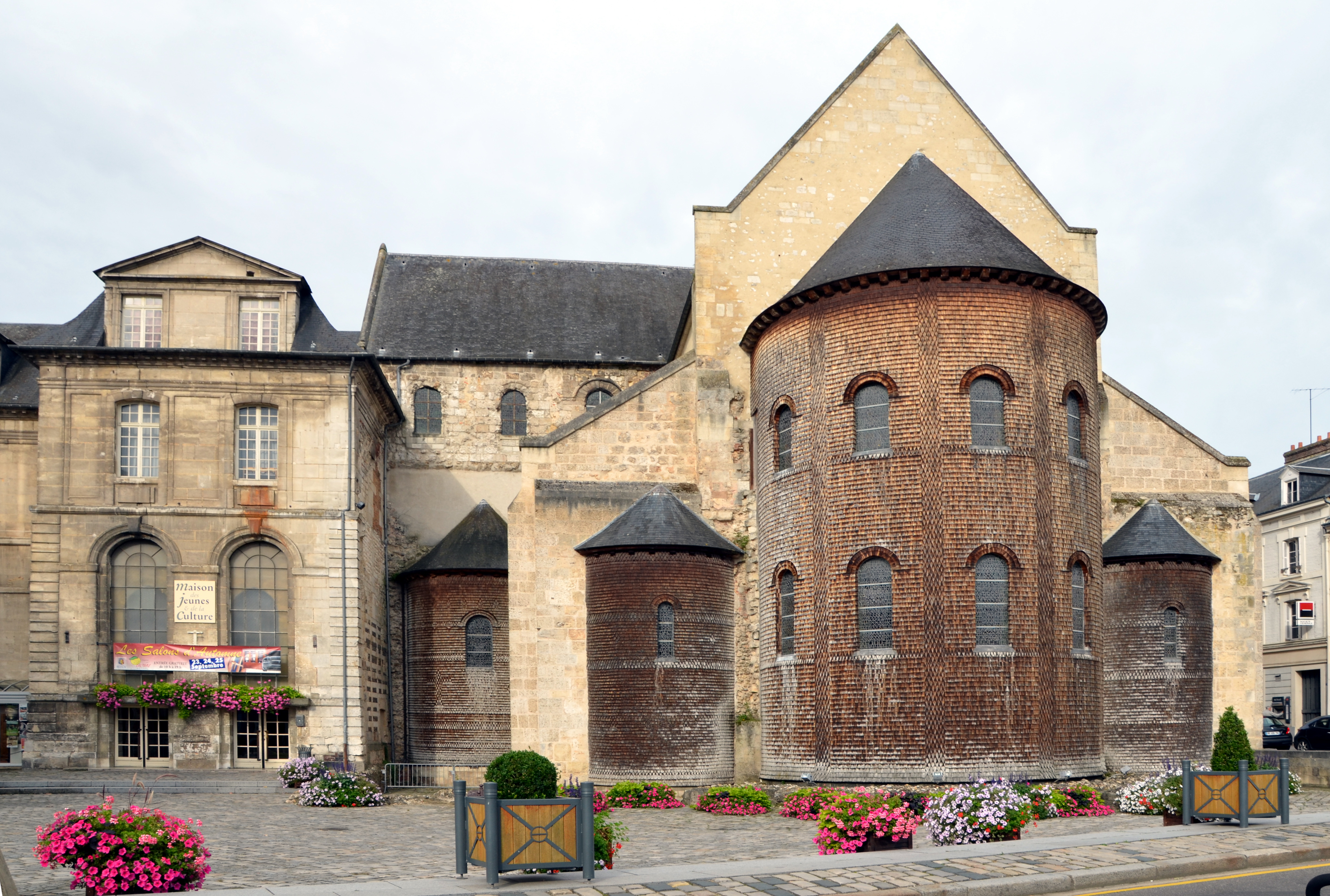
Esterno dell'abside

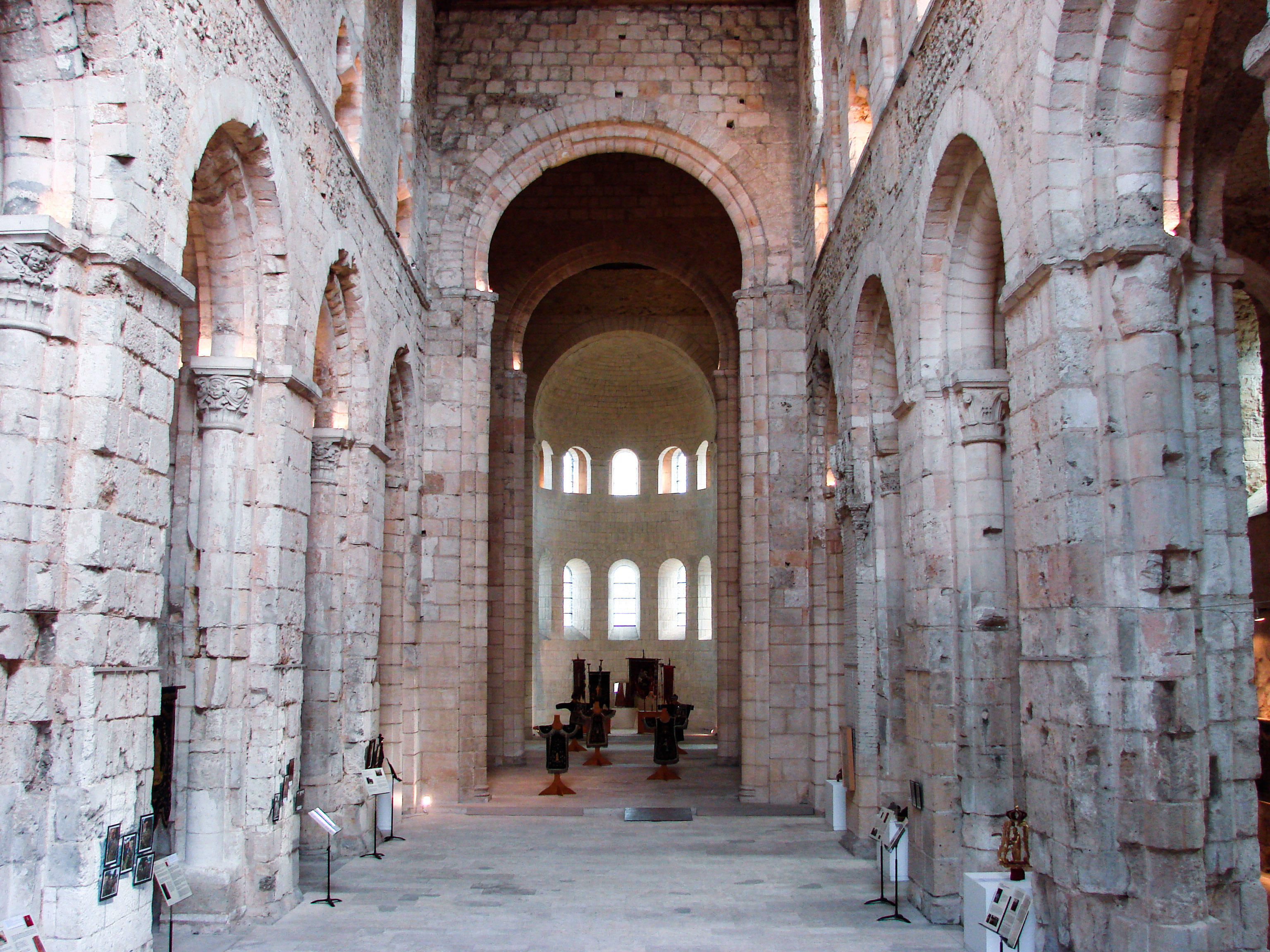
Interno

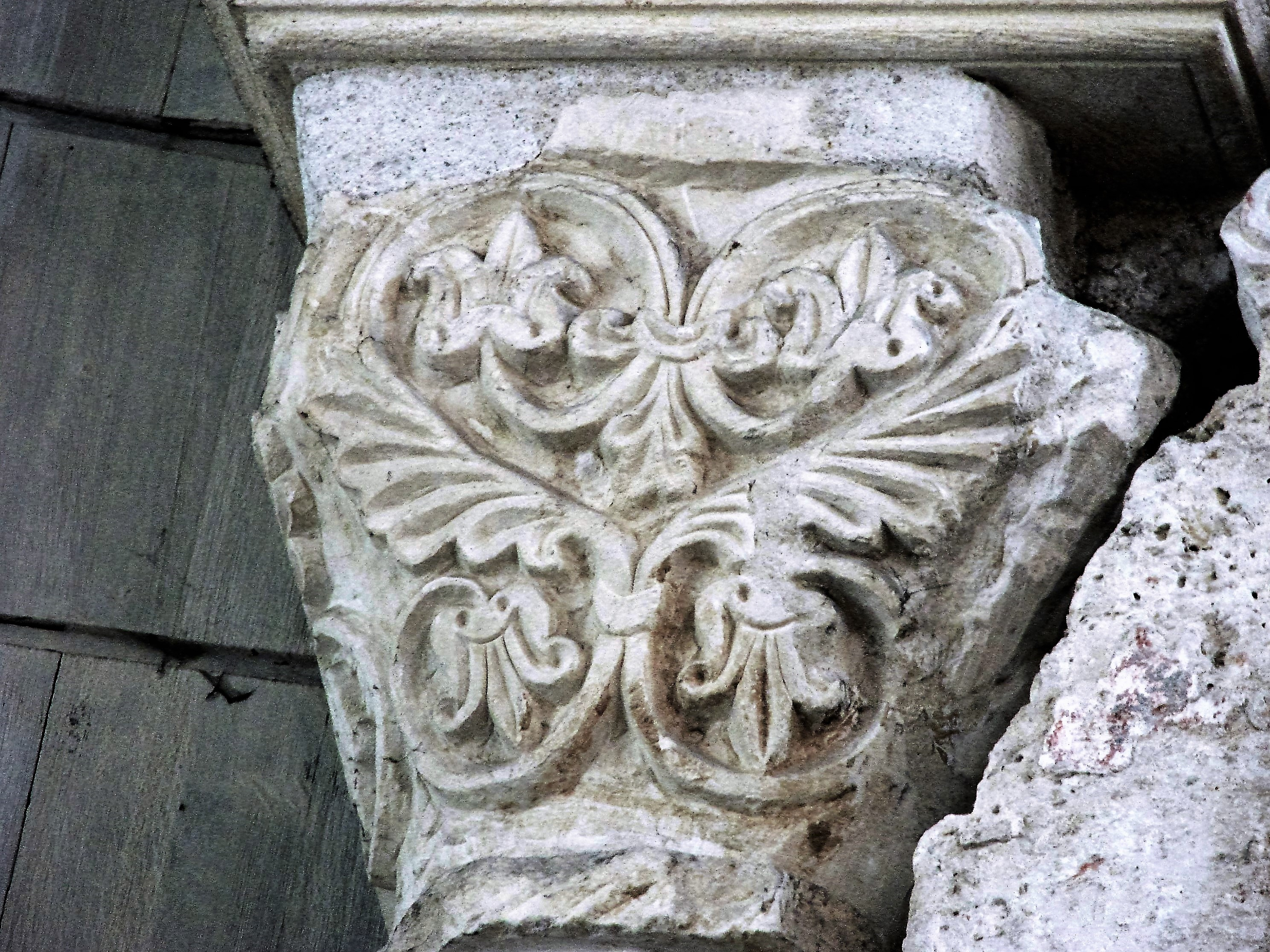
Capitello scolpito

L'abbazia venne fondata da Giuditta, figlia del duca Conan I di Bretagna e moglie di Riccardo II di Normandia, nel 1013. Infatti, dal matrimonio col duca normanno Giuditta ricevette in dote anche le terre di Bernay, così decise di istituirvi un monastero dedicato alla Vergine Maria. Alla morte della duchessa, nel 1017, i lavori non erano ancora compiuti. Nel 1025 il duca Riccardo II decise di riprendere la costruzione, affidandola a Guglielmo da Volpiano, l'architetto italiano, ex monaco dell'Abbazia di Cluny, conosciuto per aver partecipato nel 1001 alla costruzione dell'Abbazia della Trinità a Fécamp, per aver inoltre seguito quelle di Jumièges e Troarn. Tuttavia lui morì nel 1031 e per qualche tempo l'Abbazia di Bernay restò senza abate, dipendendo da semplici guardiani. Verso il 1050 venne nominato abate di Bernay Vitale di Creully, che fece portare a termine i lavori del cantiere intorno a quegli anni. Lui restò abate di Bernay fino al 1076, quando Guglielmo il Conquistatore lo mise a capo dell'Abbazia di Westminster a Londra.
In seguito la storia di questo edificio fu molto movimentata, subendo nel tempo importanti mutilazioni sia nella facciata che nell'abside. Dopo un lungo periodo di oblio, negli ultimi anni è stata molto studiata per le soluzioni innovative che l'edificio sacro presenta rispetto ad altri edifici coevi della regione. Per quanto riguarda gli ornamenti, vi si leggono tre botteghe di lapicidi: la prima del Reno e della Borgogna, con capitelli a palma e intrecci sulle aperture del coro e del transetto; la seconda ottoniana, con decorazioni vegetali e zoomorfe mentre la terza, presente nella navata, è caratterizzata da capitelli corinzi.

## Elenco degli abati
Secondo il catalogo fornito da Gallia christiana, vi sono stati 36 abati regolari e commendatari ; le recenti ricerche di Christophe Queval hanno consentito di arricchire e precisare un po' questo elenco.

### Guardiani
- Guglielmo da Volpiano, 1025 - 1028?
- Teodorico o Thierry, ap. 1025 - † 17 maggio 1027
- Raoul, ap. 1027 - 1048

### Abati regolari
- Vitale di Creuilly, ca 1050 – nominato nel 1076 contro il suo gradimento abate di Westminster, ove morì il 19 giugno 1085 e fu inumato; antico monaco di Fécamp.
- Osberne, 1076 – 1095… , fratello del precedente; antico monaco d Troarn.
- Roberto Noë,  …1106 - † 1º novembre 1128.
- Nicola, 1128 – 1135… ; antico monaco de Fécamp.
- Riccardo I, …1142 – † 1169; antico monaco di Fécamp.
- Goscelino, 1169 - † 15 agosto 1175; antico monaco del Bec.
- Guglielmo I, 1175 – † 19 ottobre 1190; antico monaco del Bec.
- Second, 1190 - … ; antico monaco del Bec.
- Giovanni, …1201…
- Gautier, … - 1226.
- Guglielmo II, 1226 - † 1227.
- Lorenzo I le Trécalier, …1231 - † 24 maggio 1264.
- N… , 1264 – 1277.
- Gilberto Chouquet, aprile 1277 – 1300; antico monaco ed elemosiniere.
- Guglielmo III, 1300 – † 1342.
- Stefano, 1342 - † 11 gennaio 1367.
- Guglielmo IV Viard, 1367, † 18 settembre ca 1389.
- Guy (o Guidon) de Roffinhac, 1389 , trasferito nel 1394 a Notre-Dame de Lagrasse, che governò fino alla morte, avvenuta il 1º luglio 1416.
- Bégon de Murat, 19 marzo 1394, dimessosi nel 1400, gentiluomo originario dell'Alvernia, dottore in legge, priore di Elincourt-Sainte-Marguerite, rettore del collegio Saint-Martial di Avignone (1384), poi procuratore generale e vicario di Giovanni, abate di Cluny, nominato abate di Fleury il 14 febbraio 1404, ove morì il 6 aprile 1414.
- Bertrand de Saint-Bausille, 1400 – 1406.
- Ponce Pignon, 1406 – deposto il 1º dicembre 1421.
- Simone I Gonelle, 23 giugno 1422, dimessosi nel 1456, già mercante di granaglie e amministratore locale, morto il 31 dicembre 1463, all'età di 80 anni.
- Guglielmo V de Flocques, 1456 – † 25 novembre 1464; vescovo di Evreux (1443-47 ; 1464).
- Richard III Boschage, 1465 – † 1476.
- Giovanni de La Chapelle, …1481 – † 13 luglio 1488; vicario di Saint-Pierre de Chartres, anche abate commendatario di Nogent-sous-Coucy (1486).
- Simone des Allées, 1488 – † 11 aprile ca 1497/99; antico priore di Bolbec (1472).
- Luigi des Haulles, 1499 – 1524.

### Abati commendatari
- François Bohier, 1524 – † settembre 1569, decano di Tours, prevosto di Normandia nella chiesa di Chartres, nominato il 31 dicembre 1534 coadiutore dello zio Denis Briçonnet, vescovo di Saint-Malo, al quale succederà il 15 dicembre 1535.
- Antonio Vialard, 1569 – † 4 dicembre 1576, arcivescovo di Bourges (settembre 1572), anche priore di Saint-Martin-des-Champs (1563) e Saint Nicolas d'Acy.
- Tommaso Bohier de Nazelles, 11 mars 1577 - … , fratello di François e Gilles vescovo di Agde; decano di Tours, abate e barone di Bernay.
- Aimaro Hennequin, 1578 (?) – † 13 gennaio 1596 a Rennes, canonico di Notre-Dame de Paris, vescovo di Rennes (dicembre 1572), membro del consiglio generale della Lega (gennaio 1589), anche abate di Épernay (1569).
- Girolamo Hennequin, 1596 – dimessosi ne 1618, fratello del precedente, canonico di Parigi, vescovo di Soissons (17 agosto 1587), morto il 10 marzo 1619 a Soissons all'età di 72 anni.
- Dreux Hennequin de Villenoxe, 1618 – † 7 marzo 1651 all'età di 77 anni, nipote del precedente e suo coadiutore a Soissons (1612), dottore in utroque iure, canonico e tesoriere di Soissons, consigliere al Parlamento di Parigi (12 agosto 1598), noto come raffinato gourmet: secondo Tallemant des Réaux,

(Tallemant des Réaux a proposito di Dreux Hennequin de Villenoxe)
- François Feydeau de Brou, 1651 – † 1666, nipote del precedente, consigliere al Parlamento di Parigi.
- Léon Potier de Gesvres, 1666 (nominato a 10 anni di età!) – † 12 novembre 1744 a Versailles a 88 anni di età, protonotario apostolico (1681), dottore in teologia (1694), arcivescovo di Bourges (1694-1729), commendatore dell'Ordine dello Spirito Santo (1724), creato cardinale il 29 novembre 1719, anche abate di Aurillac (1679), Saint-Amand-les-Eaux (1720), Crespin-en-Hainaut (1725), Saint-Remi di Reims (1729).
- Giovanni Battista-Giuseppe Languet de Gergy, maggio 1745 – † 11 ottobre 1750 a Bernay all'età di 76 anni, dottore alla Sorbona, curato di Saint-Sulpice a Parigi dal 1714 al 1748, fratello dell'arcivescovo di Sens e dell'abate di Morimond.
- Giovanni-Leonardo di Poudens, novembre 1754 – 1790, elemosiniere della Delfina poi della contessa di Provenza, vicario generale del vescovo di Aix, antico abate di Reigny (1744).